# Symplectoscyphus howensis
Symplectoscyphus howensis är en nässeldjursart som beskrevs av Vervoort och Watson 2003. Symplectoscyphus howensis ingår i släktet Symplectoscyphus och familjen Sertulariidae. Inga underarter finns listade i Catalogue of Life.